# How Many Times Can We Say Goodbye
| Оценки критиков               | Оценки критиков |
| Источник                      | Оценка          |
| ----------------------------- | --------------- |
| AllMusic                      | [ 1 ]           |
| Encyclopedia of Popular Music | [ 2 ]           |
| The Rolling Stone Album Guide | [ 3 ]           |

How Many Times Can We Say Goodbye (в Великобритании альбом издавался под названием So Amazing) — двадцать четвёртый студийный альбом американской певицы Дайон Уорвик, выпущенный в 1983 году на лейбле Arista Records. Продюсером альбома стал Лютер Вандросс.
В поддержку альбома было выпущено два сингла. «How Many Times Can We Say Goodbye» был записан в дуэте с Вандроссом, он достиг 4 места в чарте Adult Contemporary и 27 места в чарте Billboard Hot 100. Второй сингл «Got a Date» достиг 45 места в чарте Hot Black Singles. Сам альбом занял 57 место в чарте Billboard Top LPs и 19 место в чарте Top Black Albums. Также альбом попал в чарты Швеции и Великобритании.

## Список композиций
| №  | Название                            | Автор(ы)                      | Длительность |
| -- | ----------------------------------- | ----------------------------- | ------------ |
| 1. | «Got a Date»                        | Лютер Вандросс, Маркус Миллер | 5:17         |
| 2. | «So Amazing»                        | Лютер Вандросс                | 3:43         |
| 3. | «I Do It 'Cause I Like It»          | Лютер Вандросс, Маркус Миллер | 5:00         |
| 4. | «How Many Times Can We Say Goodbye» | Стив Голдман                  | 3:27         |

| №  | Название                          | Автор(ы)                    | Длительность |
| -- | --------------------------------- | --------------------------- | ------------ |
| 5. | «What Can a Miracle Do»           | Лютер Вандросс, Дон Гролник | 4:39         |
| 6. | «Two Ships Passing in the Night»  | Дионн Уорвик                | 5:11         |
| 7. | «I Can Let Go Now»                | Майкл Макдональд            | 2:53         |
| 8. | «Will You Still Love Me Tomorrow» | Кэрол Кинг, Джерри Гоффин   | 5:26         |

## Чарты
| Чарт (1983)                            | Высшая позиция |
| -------------------------------------- | -------------- |
| Великобритания (UK Albums Chart)       | 60             |
| США (Billboard 200)                    | 57             |
| США (Billboard Top R&B/Hip-Hop Albums) | 19             |
| Швеция (Sverigetopplistan)             | 46             |